# Hong Kong University of Science and Technology
De Hong Kong University of Science and Technology (HKUST, Chinees: 香港科技大学) is een van de universiteiten van Hongkong. De universiteit ligt aan de kust van de Clear Water Bay, in het noordelijke deel van het Clear Water Bay schiereiland, dat zich in het oosten van Hongkong bevindt.
In totaal kent Hongkong acht instellingen voor hoger onderwijs. In vergelijking met veel andere universiteiten op de wereld en bijvoorbeeld de Universiteit van Hongkong, een universiteit die zich in dezelfde stad bevindt, is de HKUST jong, zij is in 1991 opgericht. In de jaren voor de oprichting was er behoefte aan een derde grote universiteit, naast de al bestaande Universiteit van Hongkong en de Chinese Universiteit van Hongkong. De planning voor deze derde universiteit begon in het jaar 1986 en aanvankelijk was het streven, de opening van de universiteit in 1994 te laten plaatsvinden, wat door extra inspanningen enkele jaren kon worden vervroegd. Het terrein van de universiteit was aanvankelijk bestemd voor een garnizoen van het Britse leger, maar een overeenkomst die in 1984 werd gesloten tussen de Chinese en Britse regering zorgde ervoor dat dit bestemmingsplan werd gewijzigd.
De HKUST staat relatief hoog in ranglijsten van universiteiten van de wereld en van Azië. In deze laatste heeft de universiteit enkele jaren de eerste plaats bekleed. Het academische jaar van de HKUST bestaat uit vier periodes die overeenkomen met de jaargetijden.

## Campus
De HKUST is een campusuniversiteit die zich voornamelijk op een enkele locatie bevindt. Op de campus wonen er ongeveer 4.500 studenten in studentenwoningen.
Een belangrijk gebouw dat zich op het universiteitsterrein bevindt, is het academiegebouw, dat uit onder meer tien collegezalen bestaat, alsmede klaslokalen, laboratoria en zalen voor het administratieve personeel en kantines, een boekwinkel en een supermarkt. Op het terrein bevinden zich buiten de gebouwen die voor onderzoek en onderwijs gebruikt worden verder ook sportfaciliteiten en een bibliotheek. De universiteitsbibliotheek (The Hong Kong University of Science and Technology Library) is, in tegenstelling tot die van andere universiteiten van Hongkong, toegankelijk voor het publiek.

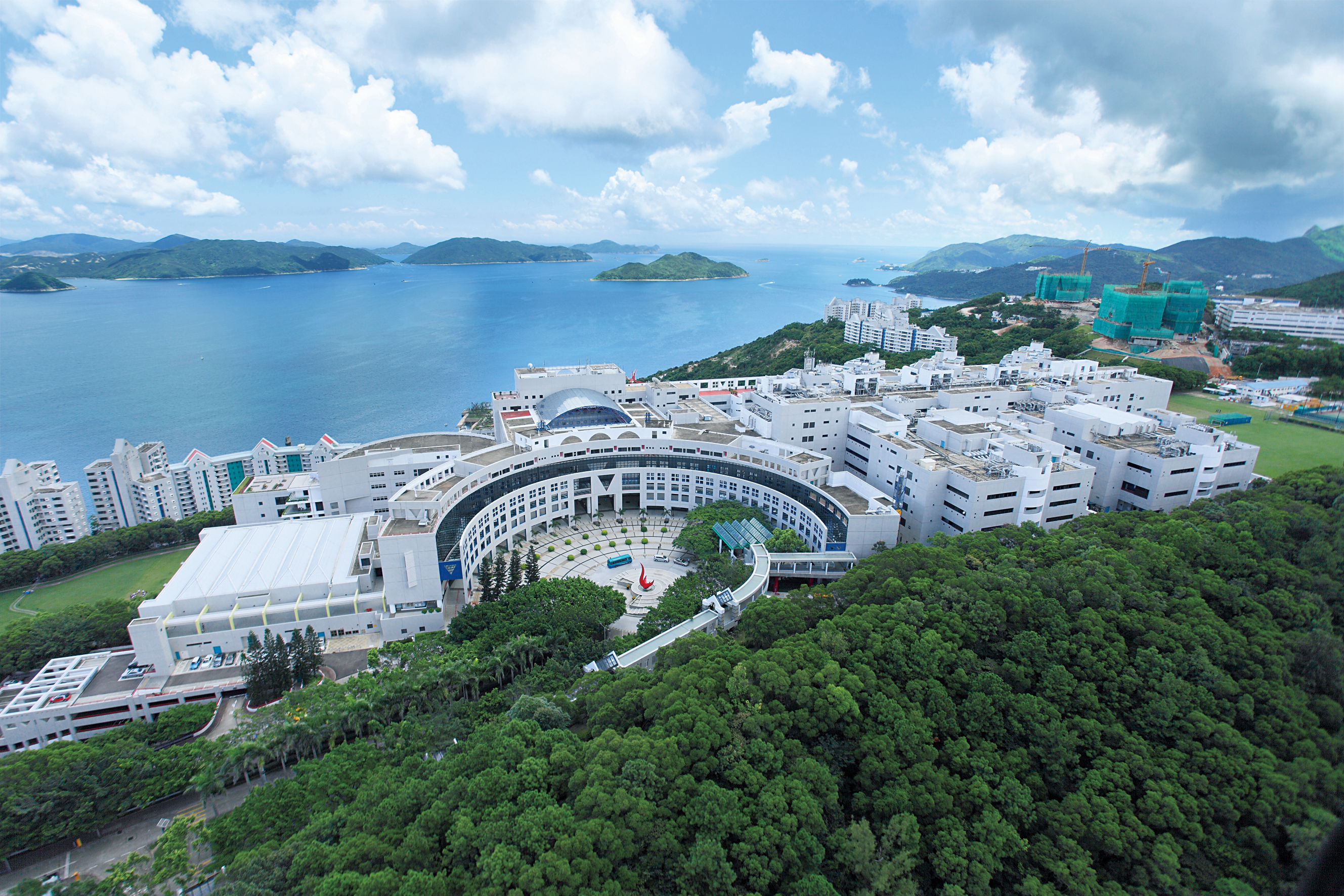
HKUST campus

## Faculteiten
De HKUST bestaat uit diverse faculteiten:
- School of Business and Management
- School of Engineering
- School of Science
- School of Humanities and Social Science

- Bibsys: 37714
- CiNii: DA10238202
- Gemeinsame Normdatei: 2160383-2
- International Standard Name Identifier: 0000 0004 1937 1450
- Library of Congress Control Number: n94085148
- MusicBrainz: 86cdf48f-32fb-491b-b377-87ae2022a52f
- Nationale Bibliotheek van Tsjechië: kn20030918004
- Nationale bibliotheek van Australië: 35786881
- Nationale Bibliotheek van Israël: 987007332725205171
- Système universitaire de documentation: 129076511
- Virtual International Authority File: 124005430